# Campeonato Mundial de Atletismo de 2007 - Salto triplo feminino
O salto triplo feminino no Campeonato Mundial de Atletismo de 2007 foi realizada no Estádio Nagai, em Osaka, no Japão, entre os dias 29 a 31 de agosto de 2007.

## Recordes
Antes desta competição, os recordes mundiais e do campeonato nesta prova eram os seguintes:
| Tipo                  | Atleta         | Distância | Local      | Data                 |
| --------------------- | -------------- | --------- | ---------- | -------------------- |
|                       | Inessa Kravets | 15,50     | Gotemburgo | 10 de agosto de 1995 |
| Recorde do campeonato | Inessa Kravets | 15,50     | Gotemburgo | 10 de agosto de 1995 |

## Medalhistas
| Ouro                   | Prata                  | Bronze              |
| Yargelis Savigne (CUB) | Tatyana Lebedeva (RUS) | Marija Šestak (SLO) |

## Calendário
Todos os horários estão no horário local (UTC+9)
| Data         | Horário | Fase         |
| ------------ | ------- | ------------ |
| 29 de agosto | 19:30   | Qualificação |
| 31 de agosto | 19:30   | Final        |

## Resultados

### Qualificação
Qualificação: 14,40 m (Q) ou as 12 melhores performances (q).
Grupo A
| Pos. | Atleta               | Nacionalidade | 1     | 2     | 3     | Marca | Notas |
| ---- | -------------------- | ------------- | ----- | ----- | ----- | ----- | ----- |
| 1    | Yargelis Savigne     | Cuba          | 14.67 |       |       | 14.67 | Q     |
| 2    | Marija Šestak        | Eslovênia     | 14.39 | x     | 14.58 | 14.58 | Q     |
| 3    | Anna Pyatykh         | Rússia        | 14.11 | 14.51 |       | 14.51 | Q     |
| 4    | Olga Rypakova        | Cazaquistão   | 14.41 |       |       | 14.41 | Q     |
| 5    | Keila Costa          | Brasil        | x     | 14.14 | 14.36 | 14.36 | q     |
| 6    | Dana Veldáková       | Eslováquia    | x     | 14.2  | x     | 14.20 | q     |
| 7    | Carlota Castrejana   | Espanha       | 14.16 | 14.06 |       | 14.16 |       |
| 8    | Athanasia Perra      | Grécia        | 13.80 | 14.15 | x     | 14.15 |       |
| 9    | Adelina Gavrilă      | Roménia       | 14.02 | 13.41 | 13.94 | 14.02 |       |
| 10   | Teresa Nzola Meso Ba | França        | 13.70 | 13.74 | 13.94 | 13.94 |       |
| 11   | Tânia da Silva       | Brasil        | x     | 13.81 | x     | 13.81 |       |
| 12   | Li Qian              | China         | 13.63 | x     | 13.29 | 13.63 |       |
| 13   | Trecia Smith         | Jamaica       | 13.47 |       |       | 13.47 |       |
| 14   | Anastasiya Juravleva | Uzbequistão   | x     | 13.31 | 12.25 | 13.31 |       |
| 15   | Maria Natalia Londa  | Indonésia     | 12.80 | 12.94 | x     | 12.94 |       |
| 16   | Fumiyo Yoshida       | Japão         | 12.62 | 11.29 | x     | 12.62 |       |

Grupo B
| Pos. | Atleta               | Nacionalidade  | 1     | 2     | 3     | Marca | Notas |
| ---- | -------------------- | -------------- | ----- | ----- | ----- | ----- | ----- |
| 1    | Hrysopiyi Devetzi    | Grécia         | 15.09 |       |       | 15.09 | Q,    |
| 2    | Magdelín Martínez    | Itália         | 14.62 |       |       | 14.62 | Q,    |
| 3    | Tatyana Lebedeva     | Rússia         | 14.57 |       |       | 14.57 | Q     |
| 4    | Olha Saladukha       | Ucrânia        | 14.37 | 14.43 |       | 14.43 | Q     |
| 5    | Olesya Bufalova      | Rússia         | 13.73 | 14.40 |       | 14.40 | Q     |
| 6    | Xie Limei            | China          | x     | 14.34 | 14.17 | 14.34 | q     |
| 7    | Yarianna Martínez    | Cuba           | 13.71 | 13.90 | 14.01 | 14.01 |       |
| 8    | Shani Marks          | Estados Unidos | 13.82 | 13.50 | 13.90 | 13.90 |       |
| 9    | Malgorzata Trybanska | Polónia        | 13.42 | 13.64 | 13.90 | 13.90 |       |
| 10   | Patricia Sarrapio    | Espanha        | x     | x     | 13.55 | 13.55 |       |
| 11   | Yelena Parfenova     | Cazaquistão    | x     | 13.52 | x     | 13.52 |       |
| 12   | Yamilé Aldama        | Sudão          | 11.92 | 13.20 | 13.46 | 13.46 |       |
| 13   | Chinonye Ohadugha    | Nigéria        | 13.01 | 13.11 | 13.32 | 13.32 |       |
| —    | Mariya Dimitrova     | Bulgária       | x     | x     | x     | NM    |       |
| —    | Maurren Higa Maggi   | Brasil         |       |       |       | DNS   |       |

### Final
A final ocorreu dia 31 de agosto às 19:30.
| Pos.              | Atleta            | Nacionalidade | Tentativas | Tentativas | Tentativas | Tentativas | Tentativas | Tentativas | Marca | Notas                |
| Pos.              | Atleta            | Nacionalidade | 1          | 2          | 3          | 4          | 5          | 6          | Marca | Notas                |
| ----------------- | ----------------- | ------------- | ---------- | ---------- | ---------- | ---------- | ---------- | ---------- | ----- | -------------------- |
| Medalha de ouro   | Yargelis Savigne  | Cuba          | 15.28      | x          | 14.74      | 14.73      | x          | -          | 15.28 | ,                    |
| Medalha de prata  | Tatyana Lebedeva  | Rússia        | 14.75      | 14.79      | 14.78      | x          | 15.07      | 15.01      | 15.07 |                      |
| Medalha de bronze | Marija Šestak     | Eslovênia     | 14.72      | 14.63      | 14.45      | 14.71      | 14.34      | 14.27      | 14.72 |                      |
| 4                 | Magdelín Martínez | Itália        | x          | 14.52      | 14.71      | 14.52      | x          | 14.62      | 14.71 | Recorde da temporada |
| 5                 | Olha Saladukha    | Ucrânia       | 14.60      | 14.34      | x          | 14.36      | 14.22      | 14.16      | 14.60 |                      |
| 6                 | Xie Limei         | China         | 14.29      | 14.41      | 14.26      | 14.26      | 14.50      | 14.30      | 14.50 |                      |
|                   |                   |               |            |            |            |            |            |            |       |                      |
| 7                 | Keila Costa       | Brasil        | 14.40      | 13.82      | 14.24      |            |            |            | 14.40 |                      |
| 8                 | Olesya Bufalova   | Rússia        | 14.39      | 14.11      | x          |            |            |            | 14.39 |                      |
| 9                 | Olga Rypakova     | Cazaquistão   | 13.85      | 14.24      | 14.32      |            |            |            | 14.32 |                      |
| 10                | Dana Veldáková    | Eslováquia    | 14.09      | 14.00      | x          |            |            |            | 14.09 |                      |
| –                 | Hrysopiyi Devetzi | Grécia        | 15.04      | 15.04      | x          | x          | x          | x          | DSQ   | Doping               |
| –                 | Anna Pyatykh      | Rússia        | 14.88      | x          | x          | 14.55      | 14.78      | x          | DSQ   | Doping               |

Legenda
| Recorde mundial       | Recorde mundial (World record)               |                       | Recorde africano                      | Recorde africano (African) |                                           | Q | Classificado por posição (Qualified) |
| Recorde do campeonato | Recorde do campeonato (Championship record)  | Recorde da América    | Recorde da América (Americas)         | q                          | Classificado por melhor tempo (Qualified) |   |                                      |
| Melhor marca do ano   | Melhor marca do ano (World leading)          | Recorde asiático      | Recorde asiático (Asian)              | DNS                        | Não largou (Did not start)                |   |                                      |
| Recorde nacional      | Recorde nacional (National record)           | Recorde europeu       | Recorde europeu (European)            | DNF                        | Não terminou (Did not finish)             |   |                                      |
| Recorde pessoal       | Recorde pessoal do atleta (Personal best)    | Recorde da Oceania    | Recorde da Oceania (Oceania)          | DSQ / DQ                   | Desclassificado (Disqualified)            |   |                                      |
| Recorde da temporada  | Recorde da temporada do atleta (Season best) | Recorde sul-americano | Recorde sul-americano (South America) | NM                         | Sem marca (No mark)                       |   |                                      |